# 迈讷维尔
迈讷维尔（法語：Mainneville，法語發音：[mɛnvil]）是法国厄尔省的一个市镇，属于莱桑德利区。

## 地理
迈讷维尔（49°22'23"N, 1°40'58"E）面积8.14 平方千米，位于法国诺曼底大区厄尔省，该省份为法国北部内陆省份，北起滨海塞纳省，西接奧恩省和卡爾瓦多斯省，南至厄尔-卢瓦省，东临瓦兹省、瓦兹河谷省和伊夫林省。
与迈讷维尔接壤的市镇（或旧市镇、城区）包括：阿梅库尔、布什维利耶、埃贝库尔、隆尚、梅尼勒苏维埃纳。

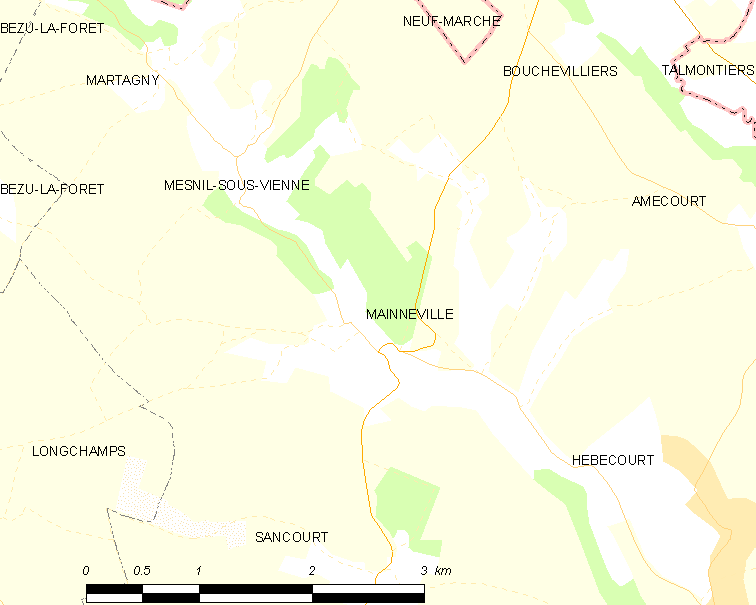
迈讷维尔的OSM定位图

迈讷维尔的时区为UTC+01:00、UTC+02:00（夏令时）。

## 行政
迈讷维尔的邮政编码为27150，INSEE市镇编码为27379。

## 政治
迈讷维尔所属的省级选区为昂代勒河畔罗米伊县。

## 人口

1962-2008年间迈讷维尔人口变化图示

迈讷维尔于2022年1月1日时的人口数量为460人。